# Blauwboekje

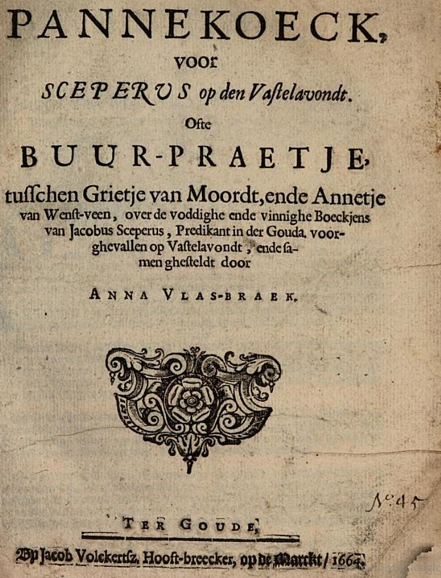
Blauwboekje uit 1664, een politiek pamflet

Blauwboekjes zijn pamfletten, speciaal die uit de 16e-18 eeuw in Nederland. Ze zijn zo genoemd naar het goedkope blauwe papier dat vaak voor het omslag werd gebruikt. Deze vlugschriften hadden een beperkte omvang, en konden over allerlei onderwerpen gaan, vaak politieke of godsdienstige. Ze waren bedoeld om tegenstanders te overtuigen (of te beschimpen) en medestanders te werven. 
Veel uitgaven die 'blauwboekje', of in oudere spelling 'blaauwboekje', genoemd werden, hadden een omslag van een andere kleur papier, vaak een marmertje. Maar dit woord was in de 17de eeuw een veelgebruikte naam voor allerlei pamfletten en schotschriften, efemere lectuur die door colporteurs op straat verkocht werd. 
Het woord 'pamflet' zelf kwam later in zwang. In Frankrijk wordt de term bibliothèque bleue gebruikt voor het Nederlandse begrip 'populaire literatuur'. 